# Ettal
Ettal település Németországban, azon belül Bajorországban. Lakosainak száma 769 fő (2023. december 31.).

## Népesség
A település népessége az elmúlt években az alábbi módon változott:
| Lakosok száma | 299  | 1228 | 984  | 911  | 794  | 789  | 768  | 761  | 724  | 769  |
|               | 1875 | 1950 | 1975 | 1987 | 2012 | 2014 | 2016 | 2017 | 2021 | 2023 |

## Fekvése
Oberammergautól délkeletre fekvő település.

## Története

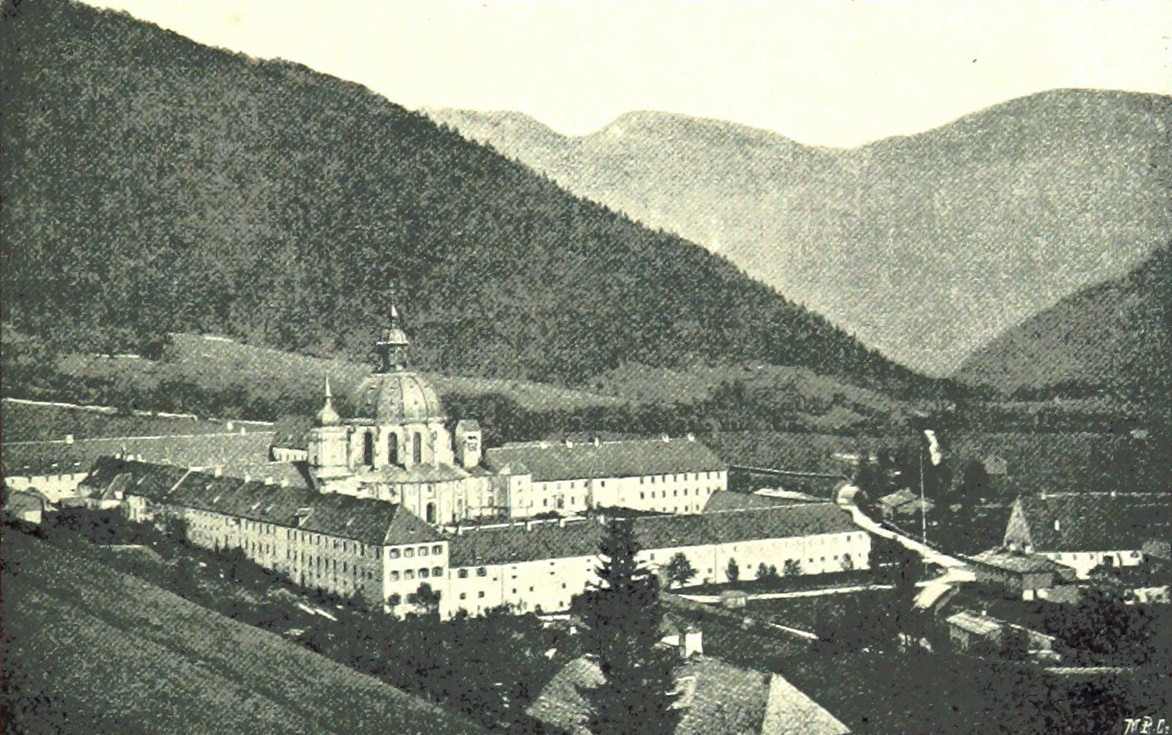
Az ettali kolostor épülete 1899-ben

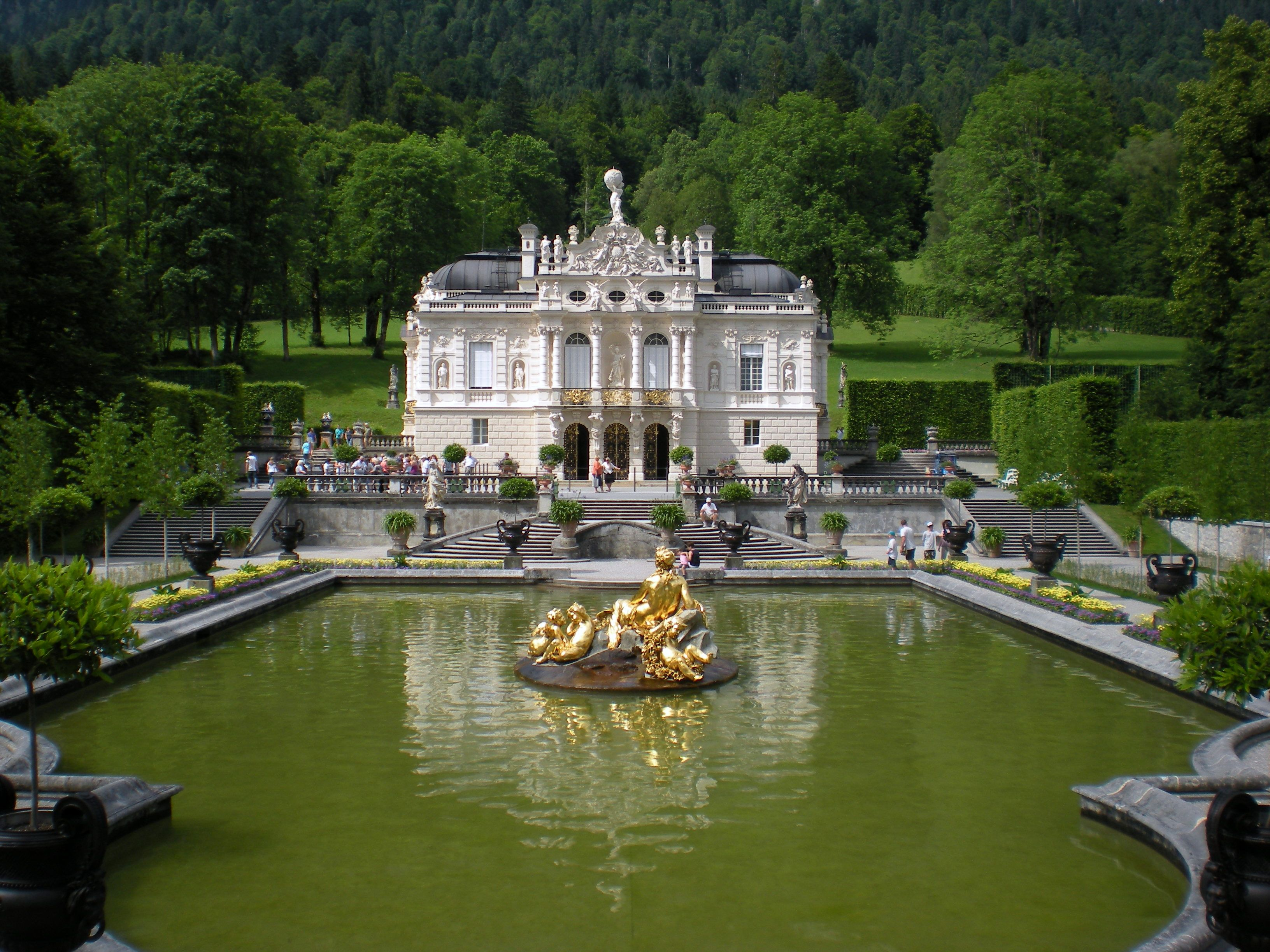
Ettal, A Linderhof kastély parkja

A település szélén áll a híres ettali kolostor. 1330-ban Bajor Lajos német-római császár alapította azért hálából, mivel sikerült elmenekülnie lóháton Rómából, pápai átokkal sújtva. A kolostor helyén az elbeszélések szerint az elcsigázott ló háromszor is megbotlott. Az 1370-ben felszentelt eredeti kolostortemplom (Klosterkirsche St. Marien) gótikus támpillérekkel épült. Az eléje épített homlokzat barokkosan kidomborodik, majd a két szárnyán homorú, végül különbözően fedett saroktoronyban végződik. A barokk átalakítás 1710-1726 között Enrico Zucalli munkája volt, de az 1744-es tűzvész is további változtatást idézett elő.  A hatalmas rokokó kupola Joseph Schmuzer és fia, Franz Schmuzer irányításával épült. A templom belső kiképzésében pedig részt vett a kor minden jelentősebb művésze.
Miután 1803-ban elűzték a kolostorból a benedekrendieket a templom három kápolnáját és a kolostorépület egy részét is lerombolták.
A szárnyépületben ma gimnázium és internátus, valamint likőrgyár működik, ahol az egykori szerzetes receptje szerint készül az Ettaler Klosterlikőr. Az utca túloldalán levő, 1619-ben épült zarándokházban pedig szálloda működik.

## Galéria

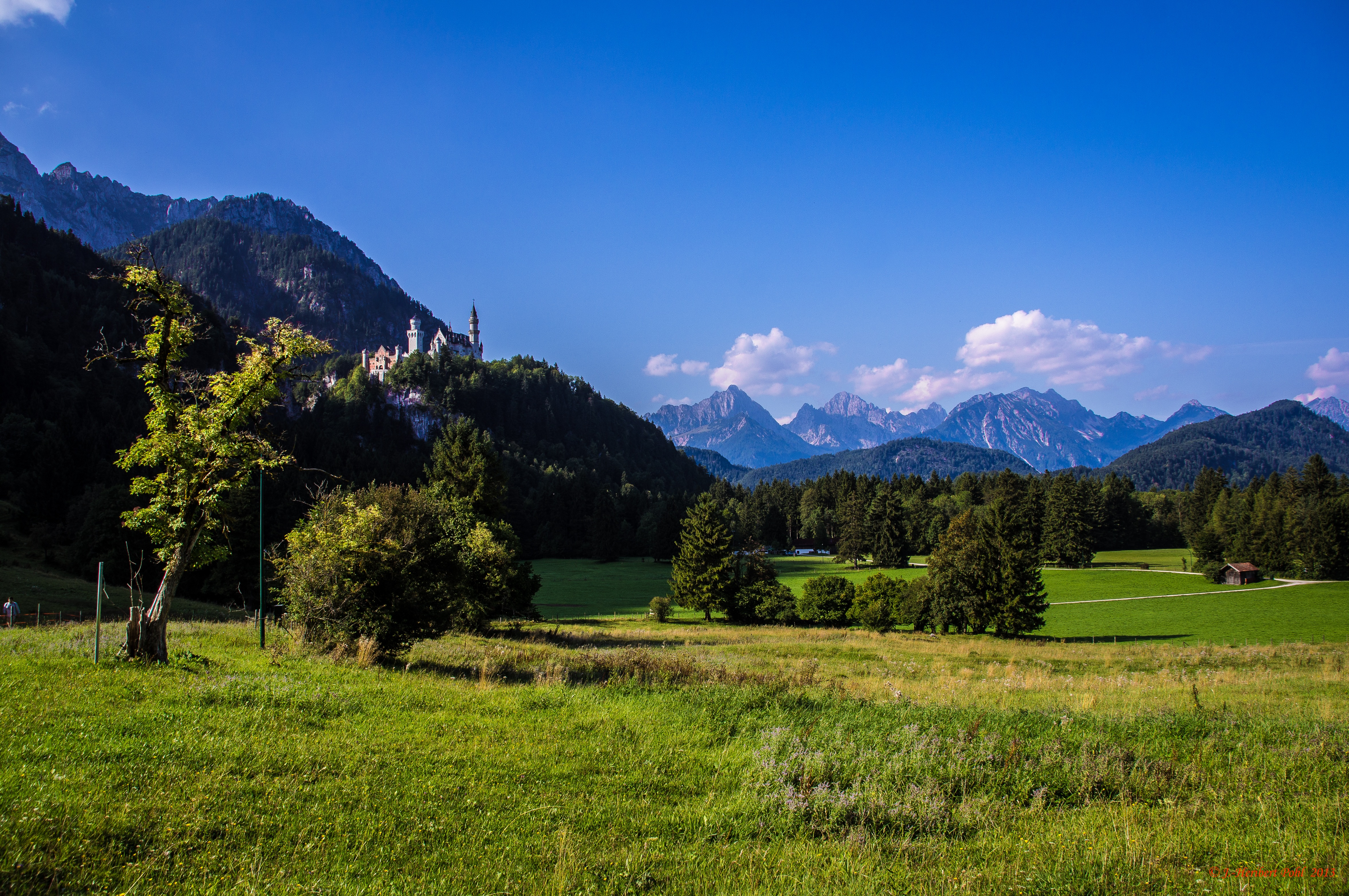
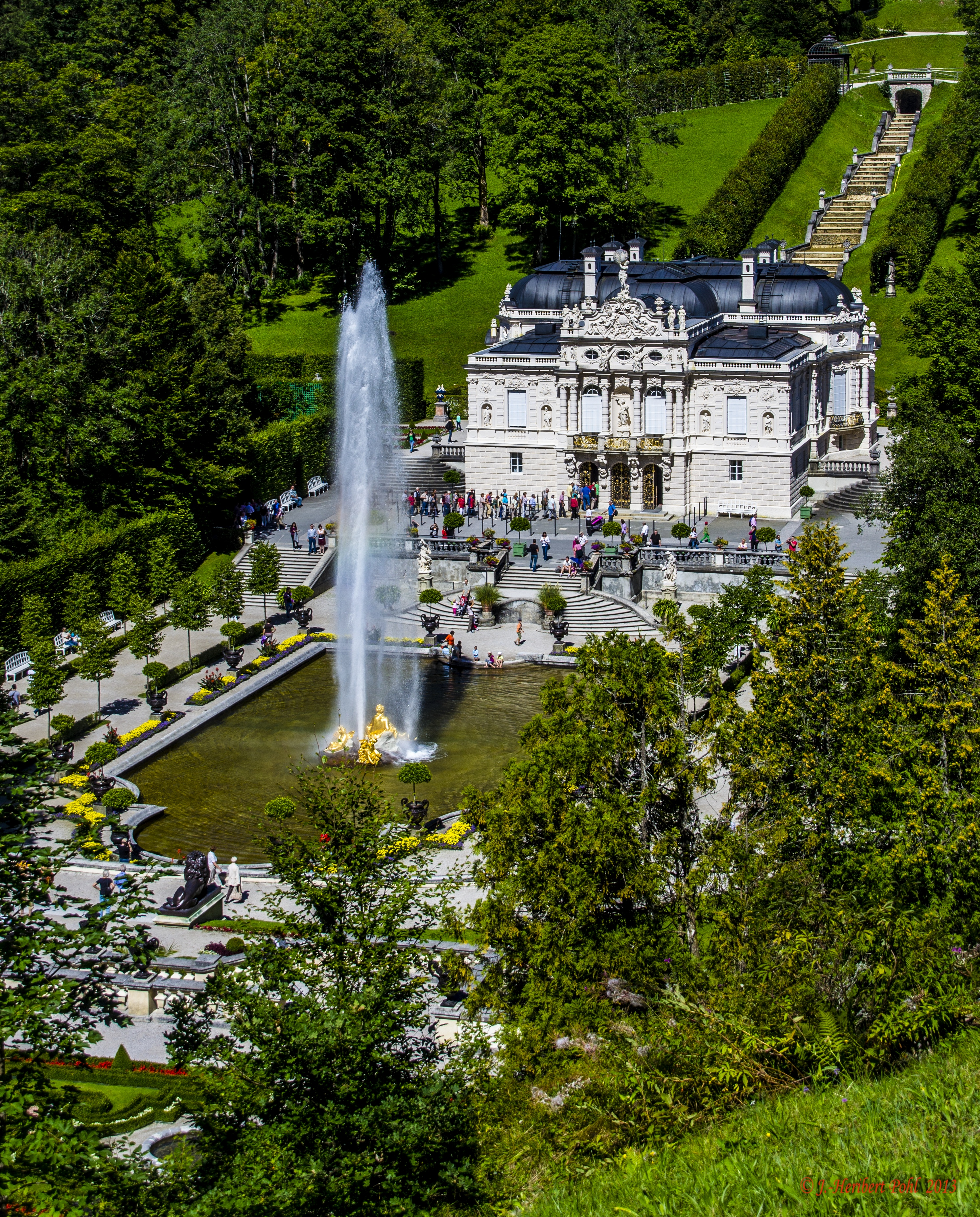
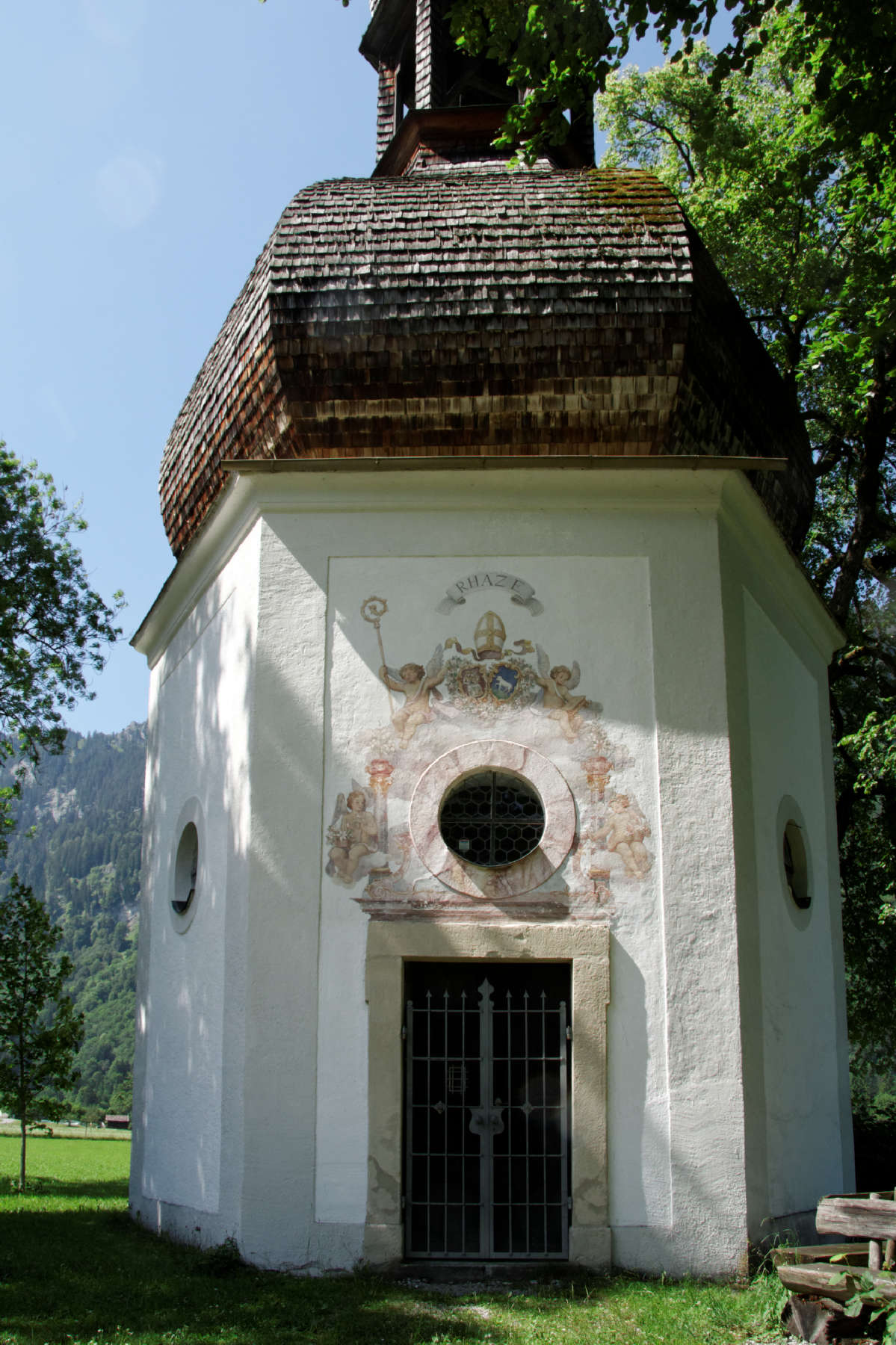
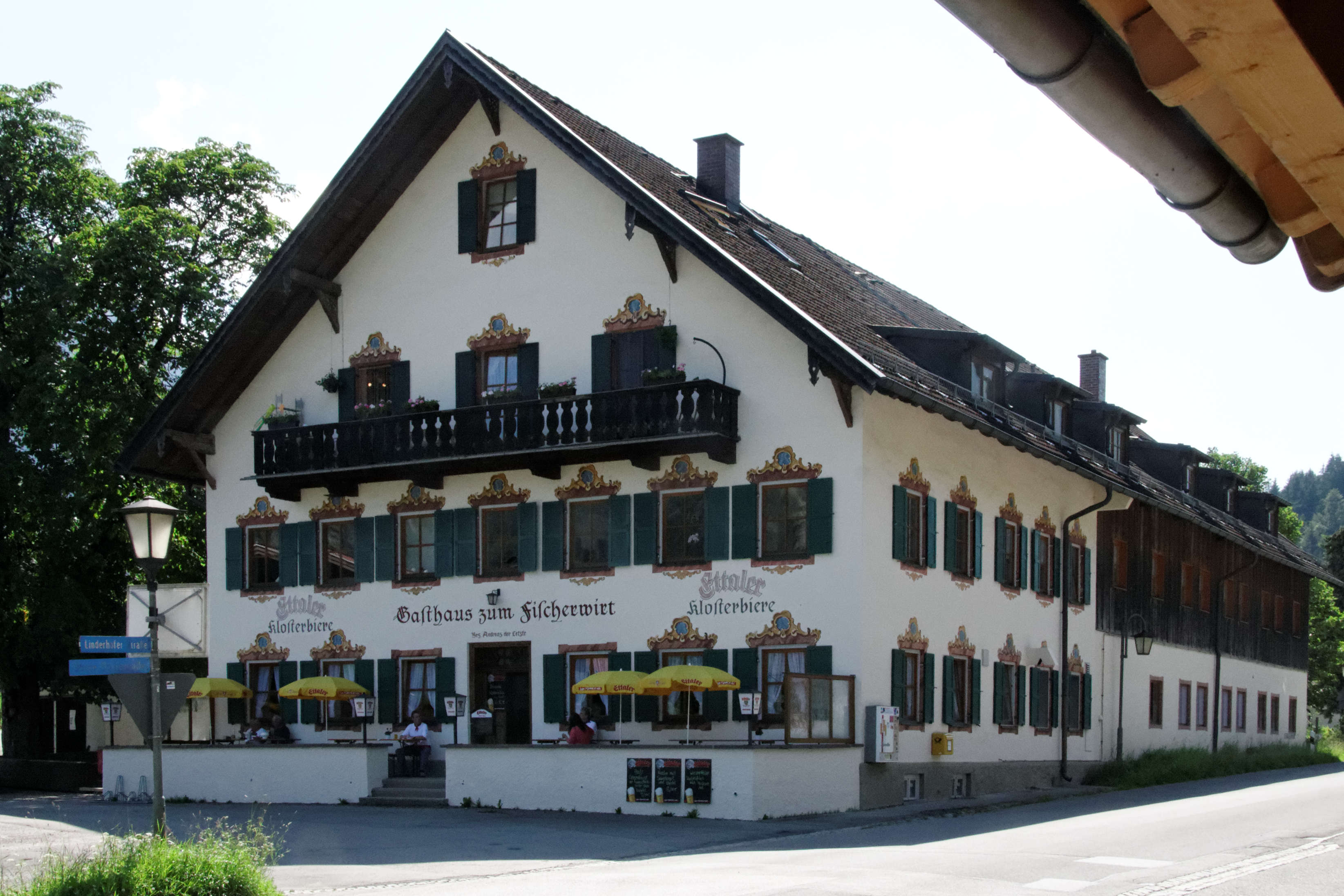
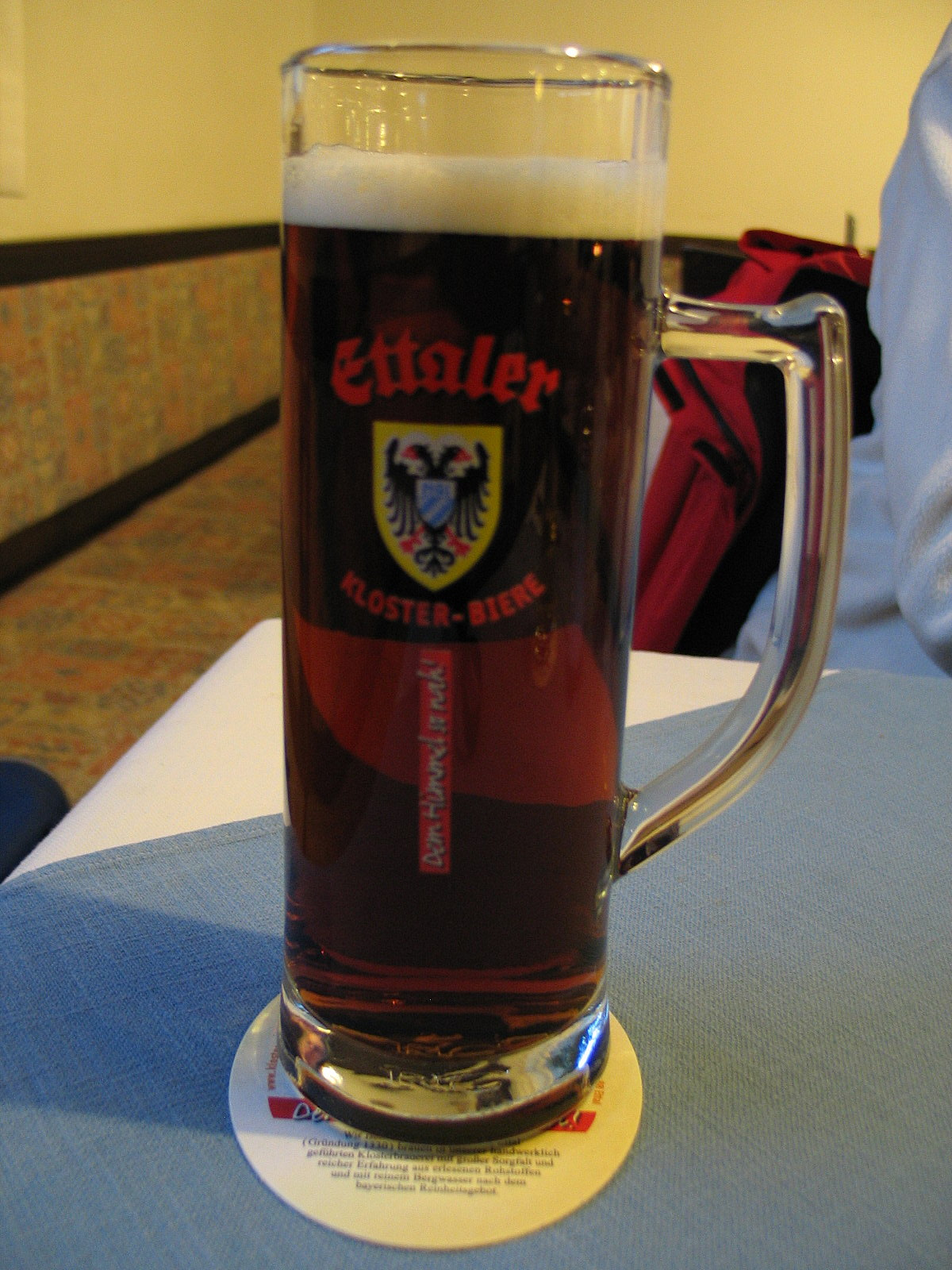
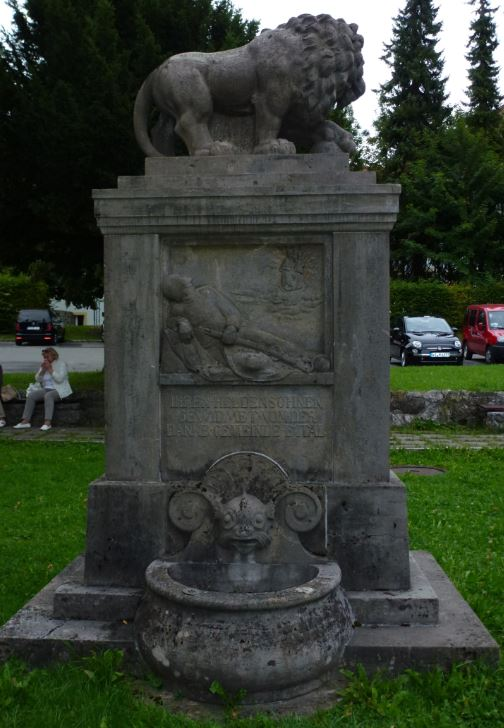

## Nevezetességek
- Kolostor
- Kolostortemplom
- Kápolna